# آندره اویر
آندره اویر (هلندی: André Ooijer؛ زادهٔ ۱۱ ژوئیهٔ ۱۹۷۴) یک بازیکن فوتبال اهل هلند است.

## تیم ملی
وی همچنین در تیم ملی فوتبال هلند بازی کرده‌است.